# Sarasvati Mons
Sarasvati Mons is een berg op de planeet Venus. Sarasvati Mons werd in 2009 genoemd naar Sarasvati, riviergodin uit de hindoeïstische mythologie.
De berg heeft een diameter van 200 kilometer en bevindt zich in het quadrangle Snegurochka Planitia (V-1).